# Hauser y Menet

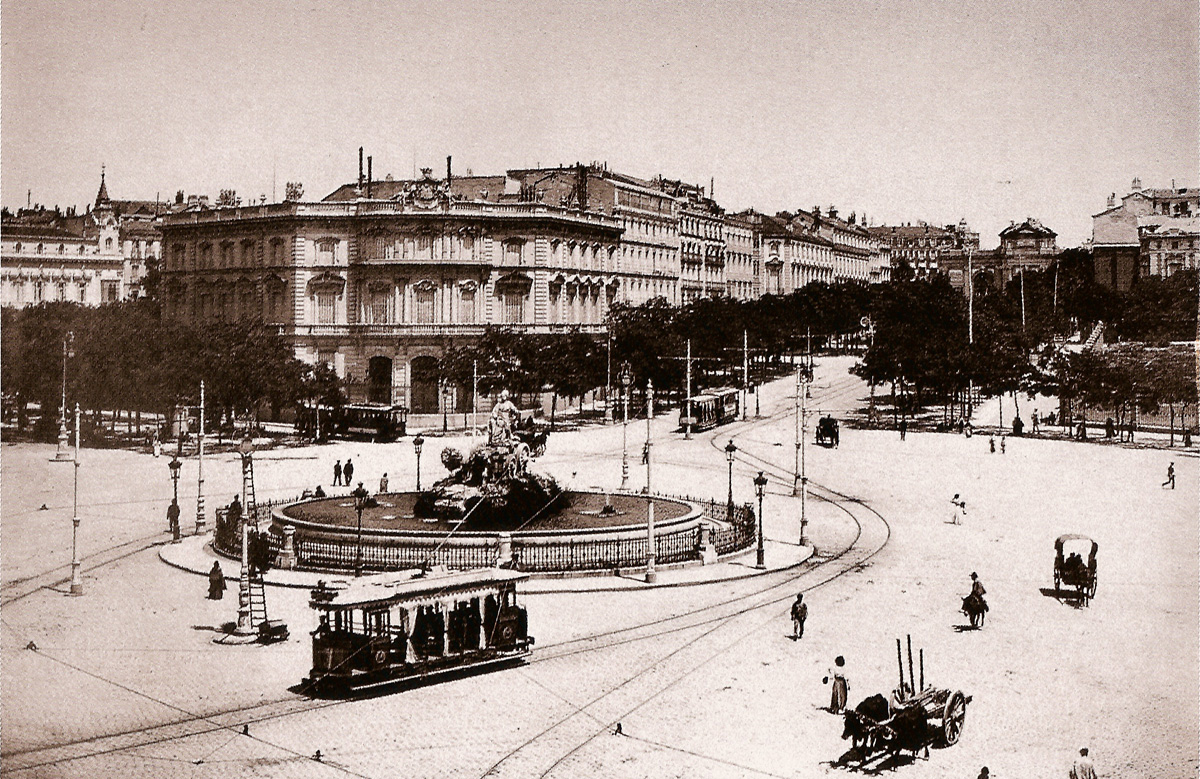
Vista de la Plaza de Cibeles hacia 1900-1905, editada en fototipia por Hauser y Menet.

Hauser y Menet fue una imprenta de artes gráficas española, constituida en Madrid, en 1890, por los fotógrafos suizos Oscar Hauser Muller y Adolfo Menet Kurstiner. Destacó por sus trabajos en fototipia y la impresión de tarjetas postales, algunas de cuyas colecciones se guardan en diversas instituciones internacionales.

## Historia

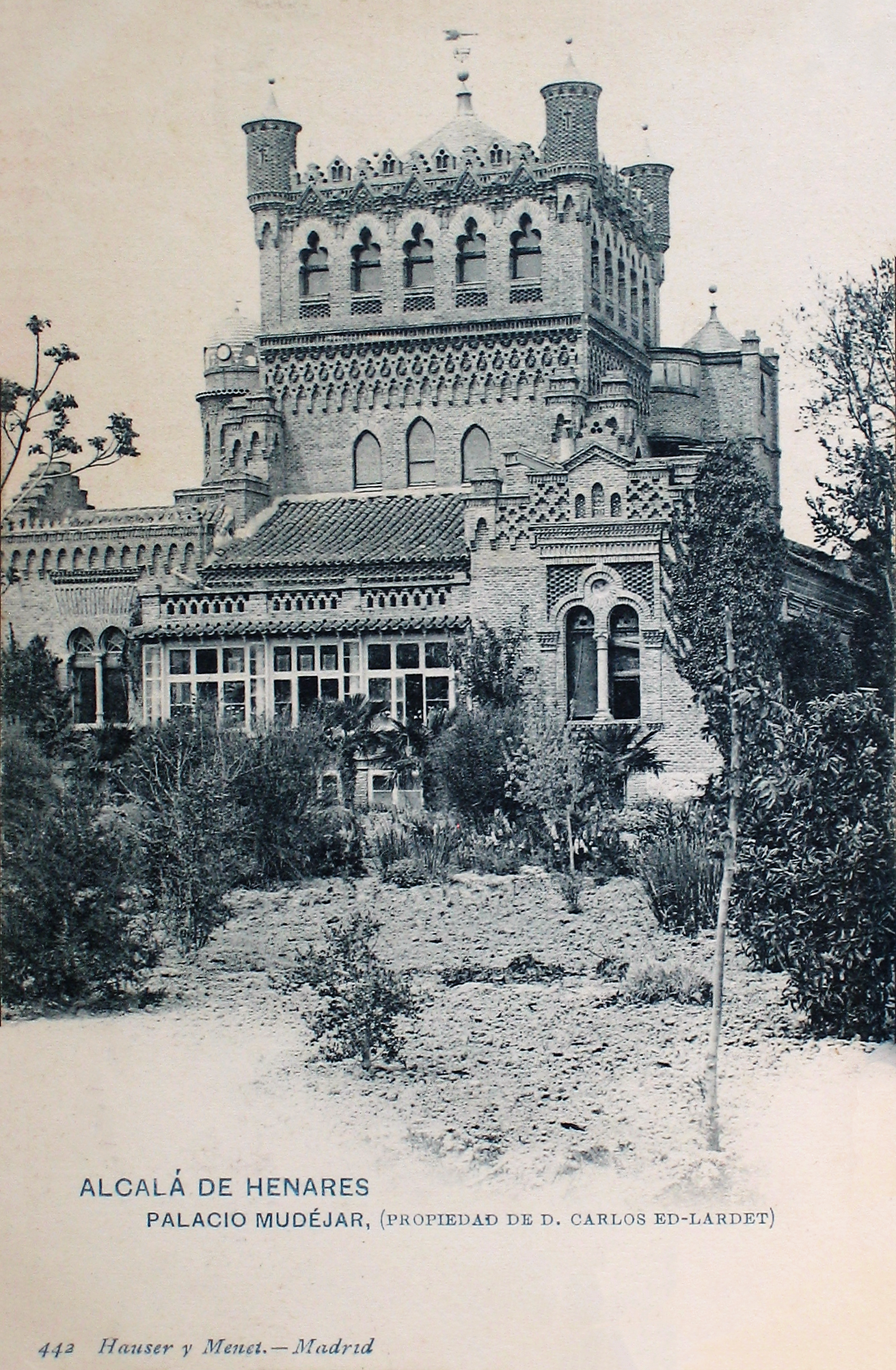
Postal del Palacio Laredo (Alcalá de Henares, hacia 1912).

En 1888, Adolf Menet (que había trabado amistad en París con su compatriota y también fotógrafo Oscar Hauser), abandonó la capital francesa para trabajar en Madrid al servicio de la Sociedad Artística Fotográfica. Por su mediación Hauser fue asimismo contratado poco después. Dos años después, los dos suizos crearon la "Sociedad Regular Colectiva Hauser y Menet" con un capital de 50.000 pesetas que les permitió adquirir una fototipia e instalarse inicialmente en la calle del Desengaño n.º 11, hasta 1891 en que se trasladaron al número 30 de la calle de la Ballesta. Un año después encargaron al fotógrafo Francisco Pérez Linares una serie general de vistas de España, con destino a La España Ilustrada, que aparecieron a partir de 1897 como postales a la venta individualmente. Hauser y Menet llegaría a editar más de 2300 vistas. Uno de sus principales clientes en aquellos años finiseculares fue el Boletín de la Sociedad Española de Excursiones, y también pueden destacarse los trabajos para la revista Blanco y Negro, y las series de 20 postales iniciadas en 1899.
Su época dorada coincidió con la fiebre por el coleccionismo de postales en Europa al inicio del siglo xx, llegando a editar medio millón de postales al mes en 1901, a pesar de la competencia de otras imprentas especializadas (como J. Laurent, Romo y Füssel o Sáez Calleja). Entre sus clientes de ese periodo estuvieron Antonio Cánovas, los mencionados Romo y Füssel, Lanburu Hermanas, e incluso la Compañía de los Ferrocarriles de Madrid a Zaragoza y Alicante (MZA).

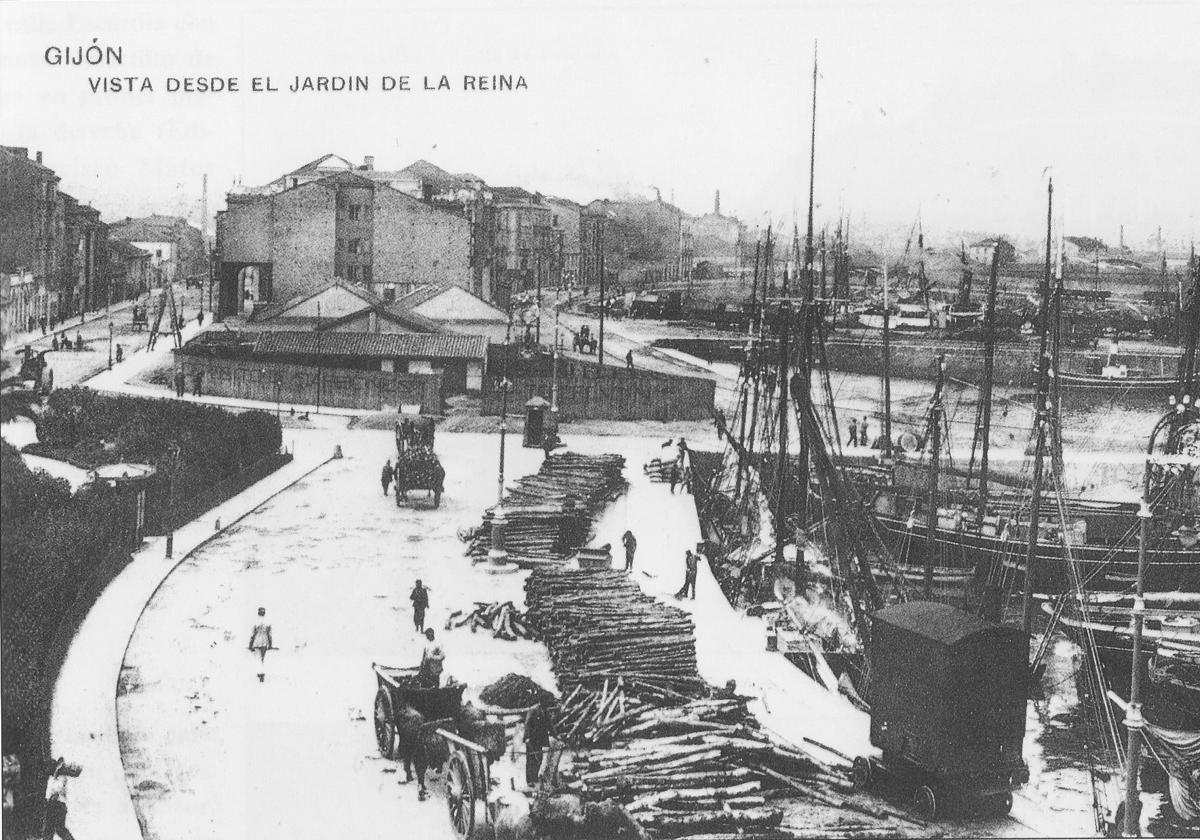
Calle Marqués de San Esteban, en Gijón, en una postal de Hauser y Menet de 1917.

Oscar Hauser regresó a Suiza por motivos de salud en 1919, falleciendo allí pocos meses después, y Adolfo Menet dirigió la firma hasta su muerte el 6 de agosto de 1927, en que pasó a su heredero, Adolfo Menet Alonso (muerto prematuramente en 1939), asociado con Pérez Linares. En 1939 pasó a manos de Alberto Wickle, hasta que el 31 de diciembre de 1959 se convirtió en sociedad anónima. En su último periodo, Hauser y Menet produjo publicaciones como Triunfo, La calle, Sábado Gráfico, ¡Hola! e Interviú.
Tras casi un siglo de existencia, Hauser y Menet Sociedad Anónima se declaró en suspensión de pagos en 1979; un plan de viabilidad consiguió que subsistiera hasta 1996, en que definitivamente desapareció.